# Morač větší

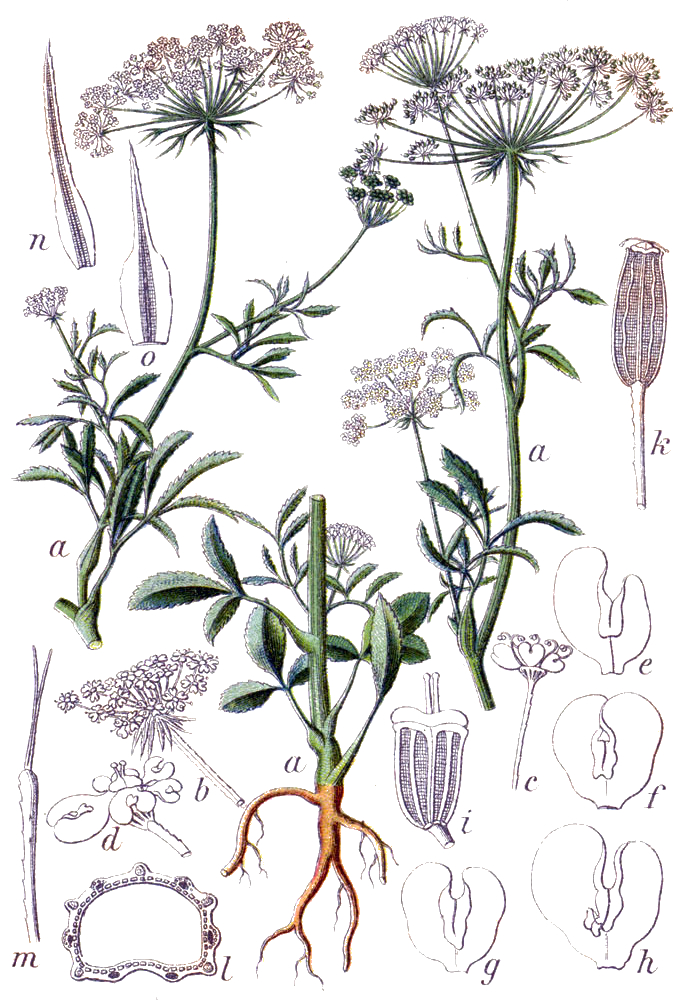
Nákres morače většího

Morač větší (Ammi majus) je jednoletá rostlina s typickým vzhledem miříkovitých bylin. Tento druh z rodu morač se vyskytuje hlavně v západní, jižní a východní Evropě, v oblasti Kavkazu, v Malé a Jihozápadní Asii, na Arabském poloostrově a Pákistánu. Mimo svůj přirozený výskyt byl zavlečen do Střední Evropy, Severní a Jižní Ameriky, Austrálie i do Afriky na Etiopskou vysočinu.
V české přírodě se tento neofyt vyskytuje příležitostně, občas bývá zavlékán ze Středomoří. Objevuje se v okolí Prahy, Mělníka nebo Jilemnice v okrese Semily. Prvně byl na území dnešní ČR pozorován roku 1898.

## Ekologie
Nenáročná rostlina rostoucí na plném slunci i v polostínu, které prospívá vlhká půda. V minulosti se pěstovala jako okrasná i léčivá, v současnosti nejčastěji samovolně vyrůstá jako plevel v polních kulturách, na ruderálních stanovištích, v blízkosti lidských sídel i okolo komunikací. Morač větší obsahuje furanokumariny, např. bergapten, xanthoxin, imperatorin a isopimpinellin, stejně jako flavonoidové glykosidy a éterické oleje.

## Popis

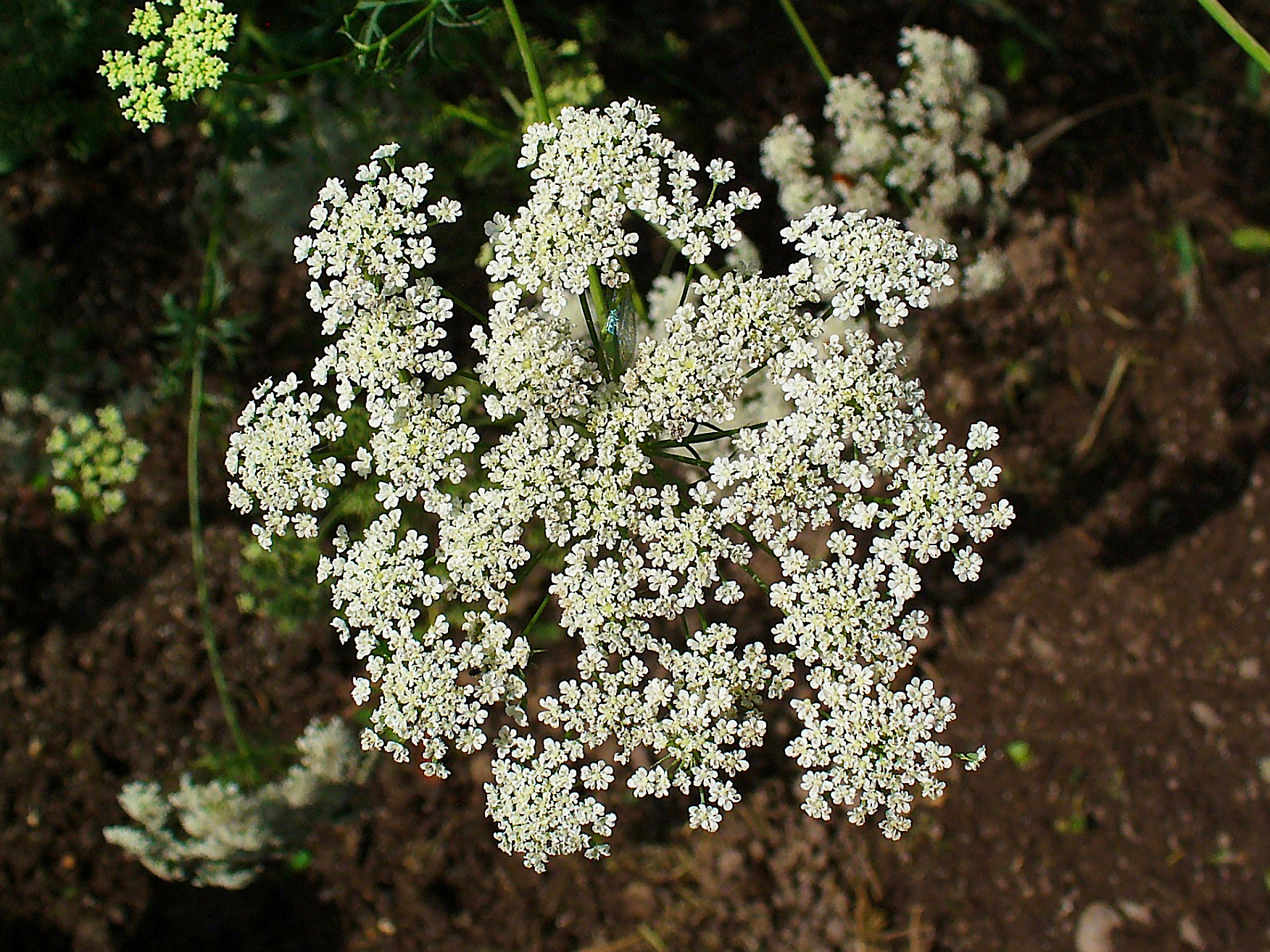
Květenství okolík

Jednoletá rostlina s jedinou přímou, tuhou, málo větvenou, jemně rýhovanou lodyhou vyrůstající obvykle do výše 60 až 100 cm. Listy jsou dvoje, přízemní a lodyžní střídavé. Jejich čepele jsou v obryse trojúhelníkovité až široce eliptické, dvou až trojčetné, úkrojky posledního řádu jsou úzce eliptické, po obvodě nepravidelně zubaté a na vrcholu tupé nebo hrotité. Přízemní listy mají žlábkovitý řapík, který je u horních listů redukován na blanitou pochvu. Listy bývají u jednotlivých rostlin variabilní.
Květenství je složený, za květu polokulovitý okolík velký až 15 cm, který bývá tvořen 18 až 25 okolíčky na dlouhých stopkách. Obal okolíku je tvořen četnými peřenosečnými listeny s čárkovitými úkrojky, obalíček okolíčku je asi z 8 úzkých, zahrocených listenů. Drobné, pětičetné květy jsou oboupohlavné, kališní lístky jsou zakrslé a korunní lístky jsou obvejčité, okolo 1 mm velké a bíle zbarvené. V květu je pět tyčinek s prašníky a spodní dvoudílný semeník s čnělkou nesoucí laločnatou bliznu. Květy kvetou od června do počátku srpna, opylovány jsou drobným hmyzem. Plodem je dvounažka vejčitého tvaru, asi 2 mm dlouhá, s pěti podélnými žebry, dozrává v srpnu až září. Ploidie druhu je 2n = 22.

## Látky obsažené v rostlině
Při plném slunci může po styku pokožky s rostlinou dojít u citlivých osob k alergické kožní reakci, k zarudnutí až vytvoření puchýřů.
Tento fotodermatózní projev je zapříčiněn hlavně furanokumariny, které jsou v celé rostlině a nejvíce v plodech. Furanokumariny zvyšují citlivost kůže na slunce.
Obsažené látky mohou také uškodit zvířatům při spasení mladých rostlin, starších si nevšímají.

## Význam a využití v léčivech
Semena se tradičně užívají při nadýmání a poruchách trávení, v kuchyni bývají součásti kořenící směsi na rožněná masa.
Z rostliny se extrahuje účinná látka Methoxsalen, který je využíván v lécích pod názvem buď Methoxsalen nebo Oxoralen (Oxsoralen) registrovaných EU jako mast nebo tablety. Jejich cílem je zcitlivit kůži pro světlo či záření UVB např. při léčbě vitiliga.
V homeopatii se tinktury ze semen používá při léčbě mnoha nemocí, např. při ztrátě kožní pigmentace, tzv. vitiligo.